# Udinese Calcio 2024-2025

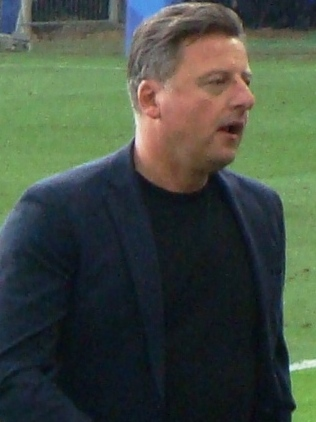
Kosta Runjaić, neoalleneatore dell'Udinese, porterà i Friulani ad un inizio di stagione promettente.

Questa voce raccoglie le informazioni riguardanti l'Udinese Calcio nelle competizioni ufficiali della stagione 2024-2025.

## Stagione
La stagione 2024-2025 è per i friulani la 30ª consecutiva in serie A, nonché la 52ª in totale.
Sulla panchina della zebretta approda Kosta Runjaić, allentare tedesco di origini jugoslave che resterà sulla panchina del "Friuli" per tutta la stagione.
Dopo il pareggio con il Bologna alla prima giornata di campionato, inanella una serie di tre vittorie consecutive contro Lazio, Como e Parma e guadagna la prima posizione della classifica in solitaria; era dalla 7ª giornata della stagione 2011-2012 che non accadeva. Rimontando dal 2-0 al 2-3 contro il Parma ha vinto una partita in cui era in svantaggio di due gol in Serie A per la prima volta dall'ottobre 2012, quando superò la Roma. La stagione continua tra alti e bassi e piano piano vede allontanarsi sempre di più il sogno di un posto in Europa, ma i bianconeri riescono comunque a ottenere l'ambita salvezza con largo anticipo chiudendo una stagione tutto sommato positiva.

## Divise e sponsor
|  | Casa | Trasferta | Terza divisa |

## Rosa
Rosa e numerazione aggiornate al 26 gennaio 2025. 
 In corsivo i calciatori ceduti durante la stagione.
| N. |                           | Ruolo | Calciatore                 |
| -- | ------------------------- | ----- | -------------------------- |
| 1  | Italia (bandiera)         | P     | Marco Silvestri            |
| 2  | Irlanda (bandiera)        | D     | Festy Ebosele              |
| 3  | Portogallo (bandiera)     | D     | Gonçalo Esteves            |
| 4  | Irlanda (bandiera)        | D     | James Abankwah             |
| 5  | Argentina (bandiera)      | C     | Martin Payero              |
| 6  | Spagna (bandiera)         | C     | Oier Zarraga               |
| 7  | Cile (bandiera)           | A     | Alexis Sánchez             |
| 8  | Slovenia (bandiera)       | C     | Sandi Lovric               |
| 9  | Inghilterra (bandiera)    | A     | Keinan Davis               |
| 10 | Francia (bandiera)        | A     | Florian Thauvin (capitano) |
| 11 | Costa d'Avorio (bandiera) | D     | Hassane Kamara             |
| 14 | Francia (bandiera)        | C     | Arthur Atta                |
| 15 | Portogallo (bandiera)     | D     | Leonardo Buta              |
| 16 | Italia (bandiera)         | D     | Matteo Palma               |
| 17 | Italia (bandiera)         | A     | Lorenzo Lucca              |
| 18 | Argentina (bandiera)      | D     | Nehuén Pérez               |
| 19 | Paesi Bassi (bandiera)    | D     | Kingsley Ehizibue          |
| 20 | Portogallo (bandiera)     | A     | Vivaldo Semedo             |
| 20 | Italia (bandiera)         | A     | Simone Pafundi             |
| 21 | Spagna (bandiera)         | A     | Iker Bravo                 |
| 22 | Brasile (bandiera)        | A     | Brenner                    |
| 23 | Camerun (bandiera)        | D     | Enzo Ebosse                |

| N. |                        | Ruolo | Calciatore         |
| -- | ---------------------- | ----- | ------------------ |
| 25 | Portogallo (bandiera)  | C     | Domingos Quina     |
| 25 | Svezia (bandiera)      | C     | Jesper Karlström   |
| 27 | Belgio (bandiera)      | D     | Christian Kabasele |
| 28 | Croazia (bandiera)     | D     | Filip Benković     |
| 28 | Francia (bandiera)     | D     | Oumar Solet        |
| 30 | Argentina (bandiera)   | D     | Lautaro Giannetti  |
| 31 | Danimarca (bandiera)   | D     | Thomas Kristensen  |
| 32 | Paesi Bassi (bandiera) | C     | Jurgen Ekkelenkamp |
| 33 | Zimbabwe (bandiera)    | D     | Jordan Zemura      |
| 34 | Belgio (bandiera)      | A     | Sekou Diawara      |
| 37 | Francia (bandiera)     | D     | Axel Guessand      |
| 40 | Nigeria (bandiera)     | P     | Maduka Okoye       |
| 66 | Italia (bandiera)      | P     | Edoardo Piana      |
| 77 | Angola (bandiera)      | C     | Rui Modesto        |
| 79 | Slovenia (bandiera)    | C     | David Pejičić      |
| 90 | Romania (bandiera)     | P     | Răzvan Sava        |
| 93 | Italia (bandiera)      | P     | Daniele Padelli    |
| 95 | Francia (bandiera)     | D     | Isaak Touré        |
| 99 | Cile (bandiera)        | A     | Damián Pizarro     |

## Calciomercato

### Sessione estiva
| Acquisti         | Acquisti           | Acquisti           | Acquisti                        |
| R.               | Nome               | da                 | Modalità                        |
| ---------------- | ------------------ | ------------------ | ------------------------------- |
| P                | Edoardo Piana      | Messina            | fine prestito                   |
| D                | Axel Guessand      | Volendam           | fine prestito                   |
| D                | Leonardo Buta      | Gil Vicente        | fine prestito                   |
| D                | Filip Benkovic     | Trabzonspor        | fine prestito                   |
| D                | Gonçalo Esteves    | Sporting Lisbona B | definitivo (gratuito)           |
| C                | Domingos Quina     | Vizela             | fine prestito                   |
| C                | Jesper Karlström   | Lech Poznań        | definitivo (2 milioni €)        |
| A                | Damián Pizarro     | Colo-Colo          | definitivo (3,50 milioni €)     |
| P                | Răzvan Sava        | CFR Cluj           | definitivo (2,50 milioni €)     |
| C                | Rui Modesto        | AIK                | definitivo (2 milioni €)        |
| A                | Vivaldo Semedo     | Volendam           | fine prestito                   |
| A                | Alexis Sanchez     | Inter              | svincolato                      |
| A                | Sekou Diawara      | Beerschot VA       | fine prestito                   |
| A                | Iker Bravo         | Bayer Leverkusen   | definitivo (600 mila €)         |
| C                | Jurgen Ekkelenkamp | Anversa            | definitivo (5,35 milioni €)     |
| Altre operazioni |                    |                    |                                 |
| R.               | Nome               | da                 | Modalità                        |
| C                | Marco Ballarini    | Triestina          | fine prestito                   |
| A                | Lorenzo Lucca      | Pisa               | riscatto prestito (8 milioni €) |
| A                | Matheus Martins    | Watford            | fine prestito                   |
| D                | Isaak Touré        | Lorient            | prestito                        |
| C                | Arthur Atta        | Metz               | prestito                        |

| Cessioni         | Cessioni        | Cessioni   | Cessioni                                                             |
| R.               | Nome            | a          | Modalità                                                             |
| ---------------- | --------------- | ---------- | -------------------------------------------------------------------- |
| D                | Antonio Tikvić  | Watford    | prestito                                                             |
| C                | Roberto Pereyra |            | svincolato                                                           |
| D                | Nehuén Pérez    | Porto      | prestito con obbligo di riscatto (4,1 milioni €)                     |
| C                | Walace          | Cruzeiro   | definitivo (8 milioni €)                                             |
| C                | Lazar Samardžić | Atalanta   | prestito con diritto di opzione e obbligo di riscatto (23 milioni €) |
| D                | Festy Ebosele   | Watford    | prestito                                                             |
| P                | Marco Silvestri | Sampdoria  | definitivo                                                           |
| A                | Vivaldo Semedo  | Vizela     | prestito                                                             |
| Altre operazioni |                 |            |                                                                      |
| R.               | Nome            | da         | Modalità                                                             |
| D                | Adam Masina     | Torino     | riscatto prestito (1 milione €)                                      |
| C                | Marco Ballarini | Triestina  | prestito con diritto di riscatto                                     |
| A                | Matheus Martins | Botafogo   | definitivo (10 milioni €)                                            |
| C                | Filip Benković  |            | rescissione del contratto                                            |
| D                | Leonardo Buta   | Moreirense | definitivo                                                           |
| C                | Domingos Quina  | Pafos      | definitivo                                                           |
| D                | Gonçalo Esteves | Yverdon    | prestito                                                             |

### Sessione invernale
| Acquisti         | Acquisti       | Acquisti  | Acquisti      |
| R.               | Nome           | da        | Modalità      |
| ---------------- | -------------- | --------- | ------------- |
| D                | Oumar Solet    |           | svincolato    |
| Altre operazioni |                |           |               |
| R.               | Nome           | da        | Modalità      |
| P                | Egil Selvik    | Haugesund | gratuito      |
| A                | Simone Pafundi | Losanna   | fine prestito |
| D                | Festy Ebosele  | Watford   | fine prestito |

| Cessioni         | Cessioni       | Cessioni            | Cessioni |
| R.               | Nome           | a                   | Modalità |
| ---------------- | -------------- | ------------------- | -------- |
| D                | Enzo Ebosse    | Jagiellonia         | prestito |
| Altre operazioni |                |                     |          |
|                  |                |                     |          |
| D                | Festy Ebosele  | İstanbul Başakşehir | prestito |
| D                | James Abankwah | Watford             | prestito |

## Risultati

### Serie A

#### Girone di andata
| Arbitro: | Ferrieri Caputi (Livorno) |

|                     |           |               |
| Orsolini 57’ (rig.) | Marcatori | 68’ Giannetti |

| Arbitro: | Doveri (Roma 1) |

|                      |           |               |
| Lucca 5’ Thauvin 49’ | Marcatori | 90+5’ Isaksen |

| Arbitro: | Prontera (Bologna) |

|             |           |  |
| Brenner 43’ | Marcatori |  |

| Arbitro: | Abisso (Palermo) |

|                       |           |                            |
| Delprato 2’ Bonny 43’ | Marcatori | 49’ Lucca 68’, 77’ Thauvin |

| Arbitro: | Feliciani (Teramo) |

|                                           |           |  |
| Dovbyk 19’ Dybala 49’ (rig.) Baldanzi 70’ | Marcatori |  |

| Arbitro: | Sacchi (Macerata) |

|                        |           |                                 |
| Kabasele 35’ Lucca 83’ | Marcatori | 1’ Frattesi 45+3’, 47’ Martínez |

| Arbitro: | Mariani (Aprilia) |

|            |           |  |
| Zemura 75’ | Marcatori |  |

| Arbitro: | Chiffi (Padova) |

|               |           |  |
| Chukwueze 13’ | Marcatori |  |

| Arbitro: | Manganiello (Pinerolo) |

|                     |           |  |
| Lucca 38’ Davis 78’ | Marcatori |  |

| Arbitro: | Massa (Imperia) |

|                                                          |           |                      |
| Pohjanpalo 41’ (rig.), 86’ (rig.) Nicolussi Caviglia 56’ | Marcatori | 19’ Lovrić 25’ Bravo |

| Arbitro: | Abisso (Palermo) |

|  |           |                             |
|  | Marcatori | 20’ (aut.) Okoye 37’ Savona |

| Arbitro: | Di Bello (Brindisi) |

|                                 |           |                 |
| Pašalić 56’ I. Touré 60’ (aut.) | Marcatori | 45+3’ H. Kamara |

| Arbitro: | Marinelli (Tivoli) |

|              |           |           |
| Pellegri 23’ | Marcatori | 76’ Davis |

| Arbitro: | Aureliano (Bologna) |

|  |           |                                    |
|  | Marcatori | 13’ Pinamonti 68’ (aut.) Giannetti |

| Arbitro: | Manganiello (Pinerolo) |

|                   |           |                    |
| Kyriakopoulos 47’ | Marcatori | 6’ Lucca 70’ Bijol |

| Arbitro: | Doveri (Roma 1) |

|             |           |                                              |
| Thauvin 22’ | Marcatori | 50’ Lukaku 76’ (aut.) Giannetti 81’ Anguissa |

| Arbitro: | Marcenaro (Genova) |

|                |           |                       |
| Kean 8’ (rig.) | Marcatori | 49’ Lucca 57’ Thauvin |

| Arbitro: | Fourneau (Roma 1) |

|                        |           |                     |
| I. Touré 41’ Lucca 49’ | Marcatori | 53’ Adams 64’ Ricci |

| Verona 4 gennaio 2025, ore 20:45 CET 19ª giornata | Verona             | 0 – 0 referto | Udinese | Stadio Marcantonio Bentegodi (23 663 spett.)\| Arbitro: \| Dionisi (L'Aquila) \| |
| Arbitro:                                          | Dionisi (L'Aquila) |               |         |                                                                                  |

#### Girone di ritorno
| Udine 11 gennaio 2025, ore 15:00 CET 20ª giornata | Udinese           | 0 – 0 referto | Atalanta | Bluenergy Stadium\| Arbitro: \| Mariani (Aprilia) \| |
| Arbitro:                                          | Mariani (Aprilia) |               |          |                                                      |

| Arbitro: | Cosso (Reggio Calabria) |

|                                                |           |            |
| Diao 5’ Strefezza 44’ Bijol 78’ (aut.) Paz 90’ | Marcatori | 50’ Payero |

| Arbitro: | Sozza (Seregno) |

|           |           |                                         |
| Lucca 38’ | Marcatori | 50’ (rig.) Pellegrini 64’ (rig.) Dovbyk |

| Arbitro: | Mariani (Aprilia) |

|                                     |           |                                    |
| Lucca 47’ Lovrić 52’ Iker Bravo 84’ | Marcatori | 64’ Nicolussi Caviglia 78’ Gytkjær |

| Arbitro: | Marinelli (Tivoli) |

|               |           |                 |
| McTominay 37’ | Marcatori | 40’ Ekkelenkamp |

| Arbitro: | Doveri (Roma 1) |

|                                  |           |  |
| Ekkelenkamp 19’, 65’ Thauvin 90’ | Marcatori |  |

| Arbitro: | Bonacina (Bergamo) |

|  |           |                  |
|  | Marcatori | 32’ (rig.) Lucca |

| Arbitro: | Maresca (Napoli) |

|                    |           |  |
| Thauvin 38’ (rig.) | Marcatori |  |

| Arbitro: | Piccinini (Forlì) |

|               |           |             |
| Romagnoli 32’ | Marcatori | 22’ Thauvin |

| Arbitro: | Ayroldi (Molfetta) |

|  |           |          |
|  | Marcatori | 72’ Duda |

| Arbitro: | Chiffi (Padova) |

|                             |           |           |
| Arnautović 12’ Frattesi 29’ | Marcatori | 71’ Solet |

| Arbitro: | Perenzoni (Rovereto) |

|            |           |  |
| Zanoli 77’ | Marcatori |  |

| Arbitro: | Sacchi (Macerata) |

|  |           |                                                   |
|  | Marcatori | 42’ Leão 45’ Pavlović 74’ Hernández 81’ Reijnders |

| Arbitro: | Collu (Cagliari) |

|                       |           |  |
| Adams 39’ Dembélé 85’ | Marcatori |  |

| Udine 28 aprile 2025, ore 18:30 CEST 34ª giornata | Udinese          | 0 – 0 referto | Bologna | Bluenergy Stadium\| Arbitro: \| Maresca (Napoli) \| |
| Arbitro:                                          | Maresca (Napoli) |               |         |                                                     |

| Arbitro: | Feliciani (Teramo) |

|            |           |                            |
| Zortea 35’ | Marcatori | 27’ Zarraga 67’ Kristensen |

| Arbitro: | Crezzini (Siena) |

|           |           |                             |
| Lucca 75’ | Marcatori | 52’ Caprari 90’ Keita Baldé |

| Arbitro: | Ayroldi (Molfetta) |

|                           |           |  |
| González 61’ Vlahović 88’ | Marcatori |  |

| Arbitro: | Marcenaro (Genova) |

|                        |           |                                  |
| Lucca 26’ Kabasele 61’ | Marcatori | 46’ Fagioli 57’ Comuzzo 82’ Kean |

### Coppa Italia
| Arbitro: | Scatena (Avezzano) |

|                                                    |           |  |
| Brenner 41’ Thauvin 50’ (rig.) Lucca 58’ Davis 87’ | Marcatori |  |

| Arbitro: | Cosso (Reggio Calabria) |

|                                            |           |          |
| Bijol 20’ Lucca 44’ (rig.) Ekkelenkamp 47’ | Marcatori | 25’ Simy |

#### Fase finale
| Arbitro: | Massimi (Termoli) |

|                              |           |  |
| Arnautović 30’ Asllani 45+2’ | Marcatori |  |

## Statistiche finali

### Statistiche di squadra
| Competizione | Punti | In casa | In casa | In casa | In casa | In casa | In casa | In trasferta | In trasferta | In trasferta | In trasferta | In trasferta | In trasferta | Totale | Totale | Totale | Totale | Totale | Totale | DR  |
| Competizione | Punti | G       | V       | N       | P       | Gf      | Gs      | G            | V            | N            | P            | Gf           | Gs           | G      | V      | N      | P      | Gf     | Gs     | DR  |
| ------------ | ----- | ------- | ------- | ------- | ------- | ------- | ------- | ------------ | ------------ | ------------ | ------------ | ------------ | ------------ | ------ | ------ | ------ | ------ | ------ | ------ | --- |
| Serie A      | 44    | 19      | 7       | 3       | 9       | 22      | 27      | 19           | 5            | 5            | 9            | 19           | 29           | 38     | 12     | 8      | 18     | 41     | 56     | -15 |
| Coppa Italia | -     | 2       | 2       | 0       | 0       | 7       | 1       | 1            | 0            | 0            | 1            | 0            | 2            | 3      | 2      | 0      | 1      | 7      | 3      | +4  |
| Totale       | -     | 21      | 9       | 3       | 9       | 29      | 28      | 20           | 5            | 5            | 10           | 19           | 31           | 41     | 14     | 8      | 19     | 48     | 59     | -11 |

### Andamento in campionato
| Giornata  | 1  | 2 | 3 | 4 | 5 | 6 | 7 | 8 | 9 | 10 | 11 | 12 | 13 | 14 | 15 | 16 | 17 | 18 | 19 | 20 | 21 | 22 | 23 | 24 | 25 | 26 | 27 | 28 | 29 | 30 | 31 | 32 | 33 | 34 | 35 | 36 | 37 | 38 |
| --------- | -- | - | - | - | - | - | - | - | - | -- | -- | -- | -- | -- | -- | -- | -- | -- | -- | -- | -- | -- | -- | -- | -- | -- | -- | -- | -- | -- | -- | -- | -- | -- | -- | -- | -- | -- |
| Luogo     | T  | C | C | T | T | C | C | T | C | T  | C  | T  | T  | C  | T  | C  | T  | C  | T  | C  | T  | C  | C  | T  | C  | T  | C  | T  | C  | T  | T  | C  | T  | C  | T  | C  | T  | C  |
| Risultato | N  | V | V | V | P | P | V | P | V | P  | P  | P  | N  | P  | V  | P  | V  | N  | N  | N  | P  | P  | V  | N  | V  | V  | V  | N  | P  | P  | P  | P  | P  | N  | V  | P  | P  | P  |
| Posizione | 11 | 5 | 4 | 1 | 3 | 8 | 5 | 8 | 7 | 7  | 8  | 9  | 9  | 9  | 9  | 9  | 9  | 9  | 9  | 9  | 10 | 11 | 10 | 10 | 10 | 10 | 10 | 10 | 10 | 10 | 11 | 11 | 11 | 12 | 12 | 12 | 12 | 12 |

Fonte:  Serie A – Classifica, su legaseriea.it.
Legenda:

Luogo: C = Casa; T = Trasferta. Risultato: V = Vittoria; N = Pareggio; P = Sconfitta.

### Statistiche dei giocatori
Sono in corsivo i calciatori che hanno lasciato la società a stagione in corso.
| Giocatore      | Serie A  | Serie A | Serie A     | Serie A    | Coppa Italia | Coppa Italia | Coppa Italia | Coppa Italia | Totale   | Totale | Totale      | Totale     |
| Giocatore      | Presenze | Reti    | Ammonizioni | Espulsioni | Presenze     | Reti         | Ammonizioni  | Espulsioni   | Presenze | Reti   | Ammonizioni | Espulsioni |
| -------------- | -------- | ------- | ----------- | ---------- | ------------ | ------------ | ------------ | ------------ | -------- | ------ | ----------- | ---------- |
| J. Abankwah    | 6        | 0       | 1           | 0          | 2            | 0            | 0            | 0            | 8        | 0      | 1           | 0          |
| A. Atta        | 27       | 0       | 5           | 0          | 2            | 0            | 0            | 0            | 29       | 0      | 5           | 0          |
| J. Bijol       | 34       | 1       | 12          | 1          | 3            | 1            | 0            | 0            | 37       | 2      | 12          | 1          |
| I. Bravo       | 29       | 2       | 3           | 0          | 2            | 0            | 0            | 0            | 31       | 2      | 3           | 0          |
| Brenner        | 9        | 1       | 0           | 0          | 2            | 1            | 1            | 0            | 11       | 2      | 1           | 0          |
| K. Davis       | 23       | 2       | 2           | 0          | 2            | 1            | 1            | 0            | 25       | 3      | 3           | 0          |
| E. Ebosse      | 2        | 0       | 1           | 0          | 1            | 0            | 0            | 0            | 3        | 0      | 1           | 0          |
| J. Ekkelenkamp | 34       | 3       | 2           | 0          | 2            | 1            | 0            | 0            | 36       | 4      | 2           | 0          |
| K. Ehizibue    | 33       | 0       | 5           | 0          | 1            | 0            | 0            | 0            | 34       | 0      | 5           | 0          |
| L. Giannetti   | 15       | 1       | 4           | 0          | 1            | 0            | 0            | 0            | 16       | 1      | 4           | 0          |
| C. Kabasele    | 16       | 2       | 0           | 0          | 2            | 0            | 0            | 0            | 18       | 2      | 0           | 0          |
| H. Kamara      | 30       | 1       | 8           | 1          | 2            | 0            | 0            | 0            | 32       | 1      | 8           | 1          |
| J. Karlström   | 37       | 0       | 9           | 0          | 2            | 0            | 0            | 0            | 39       | 0      | 9           | 0          |
| T. Kristensen  | 24       | 1       | 5           | 0          | 0            | 0            | 0            | 0            | 24       | 1      | 5           | 0          |
| S. Lovric      | 36       | 2       | 5           | 0          | 2            | 0            | 0            | 0            | 38       | 2      | 5           | 0          |
| L. Lucca       | 33       | 12      | 10          | 0          | 3            | 2            | 0            | 0            | 36       | 14     | 10          | 0          |
| R. Modesto     | 20       | 0       | 1           | 0          | 2            | 0            | 0            | 0            | 22       | 0      | 1           | 0          |
| M. Okoye       | 25       | -37     | 1           | 0          | 1            | -0           | 0            | 0            | 26       | -37    | 1           | 0          |
| D. Padelli     | 1        | -0      | 0           | 0          | 0            | -0           | 0            | 0            | 1        | -0     | 0           | 0          |
| S. Pafundi     | 9        | 0       | 0           | 0          | 0            | 0            | 0            | 0            | 9        | 0      | 0           | 0          |
| M. Palma       | 1        | 0       | 0           | 0          | 1            | 0            | 0            | 0            | 2        | 0      | 0           | 0          |
| M. Payero      | 25       | 1       | 5           | 0          | 2            | 0            | 0            | 0            | 27       | 1      | 5           | 0          |
| N. Pérez       | 2        | 0       | 0           | 0          | 1            | 0            | 0            | 0            | 3        | 0      | 0           | 0          |
| E. Piana       | 0        | -0      | 0           | 0          | 1            | -2           | 0            | 0            | 1        | -2     | 0           | 0          |
| D. Pizarro     | 2        | 0       | 0           | 0          | 1            | 0            | 0            | 0            | 3        | 0      | 0           | 0          |
| L. Samardžić   | -        | -       | -           | -          | 1            | 0            | 0            | 0            | 1        | 0      | 0           | 0          |
| A. Sánchez     | 13       | 0       | 0           | 0          | 1            | 0            | 0            | 0            | 14       | 0      | 0           | 0          |
| R. Sava        | 12       | -17     | 1           | 0          | 1            | -1           | 0            | 0            | 13       | -18    | 1           | 0          |
| O. Solet       | 19       | 1       | 3           | 1          | 0            | 0            | 0            | 0            | 19       | 1      | 3           | 1          |
| F. Thauvin     | 25       | 8       | 0           | 0          | 1            | 1            | 0            | 0            | 26       | 9      | 0           | 0          |
| I. Touré       | 12       | 1       | 2           | 2          | 2            | 0            | 0            | 0            | 14       | 1      | 2           | 2          |
| O. Zarraga     | 22       | 1       | 0           | 0          | 2            | 0            | 0            | 0            | 24       | 1      | 0           | 0          |
| J. Zemura      | 23       | 1       | 2           | 0          | 2            | 0            | 0            | 0            | 25       | 1      | 2           | 0          |